# Raysymmela curtula
Raysymmela curtula är en skalbaggsart som beskrevs av Wilhelm Ferdinand Erichson 1835. Raysymmela curtula ingår i släktet Raysymmela och familjen Melolonthidae. Inga underarter finns listade i Catalogue of Life.